# إليترونوكليار
إليترونوكليار (بالبرتغالية: Eletronuclear، اختصاراً للعبارة Eletrobrás Termonuclear S/A) هي عبارة عن شركة للطاقة النووية، والتي بدأت عملها في عام 1997 في البرازيل. تعمل هذه شركة بواسطة مفاعل أنغرا للطاقة النووية. تمتلك إليتروبراس هذه الشركة بشكل كامل.

## وصلات خارجية
- موقع الشركة الإلكتروني